# Copa CECAFA 2007
La Copa CECAFA del 2007 fue la edición número 31 del campeonato de la región de África del Este.
Todos los partidos se jugaron en Dar Es Salaam y Arusha del 8 de diciembre hasta el 22 de diciembre.

## Grupo A
| Equipo   | Pts | Pld | W | D | L | GF | GA | GD |
| -------- | --- | --- | - | - | - | -- | -- | -- |
| Burundi  | 7   | 3   | 2 | 1 | 0 | 4  | 0  | +4 |
| Tanzania | 7   | 3   | 2 | 1 | 0 | 3  | 1  | +2 |
| Kenia    | 3   | 3   | 1 | 0 | 2 | 3  | 3  | 0  |
| Somalia  | 0   | 3   | 0 | 0 | 3 | 0  | 6  | -6 |

| 8 de diciembre de 2007, 14:00 | Tanzania                                     | 2:1 (1:1) | Kenia           | Estadio Nacional de Dar Es Salaam, Dar Es Salaam |  |
|                               | Nizar Khalfan 16' (pen.) · Danny Mrwanda 89' |           | Allan Wanga 45' |                                                  |  |

| 10 de diciembre de 2007, 16:00 | Somalia | 0:3 (0:1) | Burundi                                           | Estadio Nacional de Dar Es Salaam, Dar Es Salaam |  |
|                                |         |           | Aime Nzohabonayo 19' · Suleiman Ndikumana 77' 82' |                                                  |  |

| 12 de diciembre de 2007, 14:00 | Kenia | 0:1 (0:1) | Burundi               | Estadio Nacional de Dar Es Salaam, Dar Es Salaam |  |
|                                |       |           | Henry Mbazumutima 33' |                                                  |  |

| 12 de diciembre de 2007, 16:00 | Tanzania          | 1:0 (0:0) | Somalia | Estadio Nacional de Dar Es Salaam, Dar Es Salaam |  |
|                                | Michael Chuma 55' |           |         |                                                  |  |

| 14 de diciembre de 2007, 16:00 | Kenia                             | 2:0 (1:0) | Somalia | Estadio Nacional de Dar Es Salaam, Dar Es Salaam |  |
|                                | John Mwangi 45' · Allan Wanga 55' |           |         |                                                  |  |

| 15 de diciembre de 2007, 15:00 | Burundi | 0:0 | Tanzania | Estadio Nacional de Dar Es Salaam, Dar Es Salaam |  |

## Grupo B
| Equipo  | Pts | Pld | W | D | L | GF | GA | GD  |
| ------- | --- | --- | - | - | - | -- | -- | --- |
| Uganda  | 6   | 3   | 2 | 0 | 1 | 11 | 3  | +8  |
| Ruanda  | 6   | 3   | 2 | 0 | 1 | 11 | 3  | +8  |
| Eritrea | 6   | 3   | 2 | 0 | 1 | 7  | 6  | +1  |
| Yibuti  | 0   | 3   | 0 | 0 | 3 | 2  | 19 | -17 |

| 9 de diciembre de 2007, 14:00 | Uganda | 7:0 (5:0) | Yibuti | Estadio Nacional de Dar Es Salaam, Dar Es Salaam |                               |
|                               | Hamis Kitagenda 18' 20' 37' · Dan Wagaluka 40' · Ronald Maganga 45' · Tony Odur 60' · Vincent Kayizzi 81' |           |        | Asistencia: 8000 espectadores                    | Asistencia: 8000 espectadores |

| 9 de diciembre de 2007, 16:00 | Ruanda                                  | 2:1 (2:1) | Eritrea             | Estadio Nacional de Dar Es Salaam, Dar Es Salaam |  |
|                               | Haruna Niyonzima 6' · Kamana Bokota 41' |           | Berhane Aregaye 38' |                                                  |  |

| 11 de diciembre de 2007, 14:00 | Yibuti                               | 2:3 (0:1) | Eritrea                                                            | Estadio Nacional de Dar Es Salaam, Dar Es Salaam |                               |
|                                | Ahmed Daher 71' · Mohammed Kader 86' |           | Berhane Aregaye 6' · Yidnekachew Simangus 46' · Jonas Feseyahe 69' | Asistencia: 4500 espectadores                    | Asistencia: 4500 espectadores |

| 11 de diciembre de 2007, 16:00 | Ruanda | 0:2 (0:0) | Uganda                               | Estadio Nacional de Dar Es Salaam, Dar Es Salaam |                               |
|                                |        |           | Simon Masaba 69' · Assani Bajope 87' | Asistencia: 6700 espectadores                    | Asistencia: 6700 espectadores |

| 13 de diciembre de 2007, 14:00 | Yibuti | 0:9 (0:4) | Ruanda | Estadio Nacional de Dar Es Salaam, Dar Es Salaam |  |
|                                |        |           | Olivier Karekezi 17' 85' · Ahmed Abdi 25' (ag) · Kamana Bokota 38' 42' 77' · Roger Tuyisenge 47' · Elias Uzumakunda 54' · Hegman Ngoma 61' |                                                  |  |

| 13 de diciembre de 2007, 16:00 | Eritrea                                          | 3:2 (0:0) | Uganda                                       | Estadio Nacional de Dar Es Salaam, Dar Es Salaam |  |
|                                | Elmon Temekribon 53' 62' · Samuel Ghebrehine 82' |           | Ronald Maganga 54' · Dan Wagaluka 74' (pen.) |                                                  |  |

## Grupo C
| Equipo   | Pts | Pld | W | D | L | GF | GA | GD |
| -------- | --- | --- | - | - | - | -- | -- | -- |
| Zanzíbar | 4   | 2   | 1 | 1 | 0 | 5  | 3  | +2 |
| Sudán    | 2   | 2   | 0 | 2 | 0 | 2  | 2  | 0  |
| Etiopía  | 1   | 2   | 0 | 1 | 1 | 1  | 3  | -2 |

| 9 de diciembre de 2007, 12:00 | Sudán                    | 2:2 (0:0) | Zanzíbar                            | Estadio Sheihk Amri Abeid, Arusha |  |
|                               | Abdelhamid Amari 55' 80' |           | Ali Mkweche 60' · Abdullah Juma 85' |                                   |  |

| 13 de diciembre de 2007, 14:00 | Zanzíbar                                            | 3:1 (1:1) | Etiopía            | Estadio Sheihk Amri Abeid, Arusha |  |
|                                | Nassor Masoud 18' · Abdi Kassim 64' · Ahmed Ali 75' |           | Behailu Demeke 39' |                                   |  |

| 15 de diciembre de 2007, 16:00 | Etiopía | 0:0 | Sudán | Estadio Sheihk Amri Abeid, Arusha |  |

## Cuartos de final
| 17 de diciembre de 2007, 14:00 | Sudán                    | 2:1 (2:1) | Tanzania          | Estadio Nacional de Dar Es Salaam, Dar Es Salaam |  |
|                                | Abdelhamid Amari 10' 35' |           | Danny Mrwanda 25' |                                                  |  |

| 17 de diciembre de 2007, 16:00 | Burundi                                | 2:1 (0:1) | Eritrea            | Estadio Nacional de Dar Es Salaam, Dar Es Salaam |  |
|                                | Claude Nahimana 69' · Alan Ndizeye 81' |           | Berhane Aregaye 4' |                                                  |  |

| 18 de diciembre de 2007, 14:00 | Uganda          | 1:1 (1:0) (4:2 p.) | Kenia           | Estadio Nacional de Dar Es Salaam, Dar Es Salaam |  |
|                                | Cesar Okuti 23' |                    | Allan Wanga 75' |                                                  |  |

| 18 de diciembre de 2007, 16:00 | Zanzíbar | 0:0 (4:5 p.) | Ruanda | Estadio Nacional de Dar Es Salaam, Dar Es Salaam |  |

## Semifinales
| 19 de diciembre de 2007, 14:00 | Sudán                                       | 2:1 (2:1) | Burundi             | Estadio Nacional de Dar Es Salaam, Dar Es Salaam |  |
|                                | Salfedin Al Idris 2' · Abdelhamid Amari 45' |           | Claude Nahimana 10' |                                                  |  |

| 19 de diciembre de 2007, 16:00 | Uganda | 0:1 (0:0) (0:0) | Ruanda                    | Estadio Nacional de Dar Es Salaam, Dar Es Salaam |  |
|                                |        |                 | Andrew Mwesigwa 119' (ag) |                                                  |  |

## Tercer Lugar
| 21 de diciembre de 2007, 16:00 | Burundi | 0:2 (0:1) | Uganda                  | Estadio Nacional de Dar Es Salaam, Dar Es Salaam |  |
|                                |         |           | Hamis Kitagenda 25' 69' |                                                  |  |

## Final
| 22 de diciembre de 2007, 16:00 | Sudán                                        | 2:2 (1:0) (4:2 p.) | Ruanda                                  | Estadio Nacional de Dar Es Salaam, Dar Es Salaam |  |
|                                | Abdelhamid Amari 33' · Mudathir El Tahir 46' |                    | Haruna Niyonzima 48' · Abel Mulenda 59' |                                                  |  |

| Sudan         |
| Campeón Sudán |
| Tercer título |

## Goleadores
| Jugador              | Selección | Goles |
| -------------------- | --------- | ----- |
| Abdelhamid Amari     | Sudán     | 6     |
| Hamis Kitagenda      | Uganda    | 5     |
| Kamana Bokota        | Ruanda    | 4     |
| Berhane Aregaye      | Eritrea   | 3     |
| Allan Wanga          | Kenia     | 3     |
| Suleiman Ndikumana   | Burundi   | 2     |
| Olivier Karekezi     | Ruanda    | 2     |
| Ronald Maganga       | Uganda    | 2     |
| Elmon Temekribon     | Eritrea   | 2     |
| Dan Wagaluka         | Uganda    | 2     |
| Danny Mrwanda        | Tanzania  | 2     |
| Claude Nahimana      | Burundi   | 2     |
| Haruna Niyonzima     | Ruanda    | 2     |
| Nizar Khalfan        | Tanzania  | 1     |
| Tony Odur            | Uganda    | 1     |
| Vincent Kayizzi      | Uganda    | 1     |
| Aime Nzohabonayo     | Burundi   | 1     |
| Ali Mkweche          | Zanzíbar  | 1     |
| Abdullah Juma        | Zanzíbar  | 1     |
| Yidnekachew Simangus | Eritrea   | 1     |
| Jonas Feseyahe       | Eritrea   | 1     |
| Ahmed Daher          | Yibuti    | 1     |
| Mohammed Kader       | Yibuti    | 1     |
| Nassor Masoud        | Zanzíbar  | 1     |
| Abdi Kassim          | Zanzíbar  | 1     |
| Ahmed Ali            | Zanzíbar  | 1     |
| Simon Masaba         | Uganda    | 1     |
| Assani Bajope        | Uganda    | 1     |
| Michael Chuma        | Tanzania  | 1     |
| Henry Mbazumutima    | Burundi   | 1     |
| Roger Tuyisenge      | Ruanda    | 1     |
| Hegman Ngoma         | Ruanda    | 1     |
| Elias Uzumakunda     | Ruanda    | 1     |
| Behailu Demeke       | Etiopía   | 1     |
| Samuel Ghebrehine    | Eritrea   | 1     |
| John Mwangi          | Kenia     | 1     |
| Alan Ndizeye         | Burundi   | 1     |
| Cesar Okuti          | Uganda    | 1     |
| Salfedin Al Idris    | Sudán     | 1     |
| Mudathir El Tahir    | Sudán     | 1     |
| Abel Mulenda         | Ruanda    | 1     |